# Dimitri Kholodov
 (avril 2024).
Дмитрий Холодов
Dmitry Yuryevich Kholodov (en russe : Дми́трий Ю́рьевич Хо́лодов ; 21 juillet 1967 - 17 octobre 1994) est un journaliste russe qui enquêtait sur la corruption dans l'armée. Il est assassiné le 17 octobre 1994 à Moscou.

## Carrière
Kholodov a commencé sa vie professionnelle à l'Institut de l'industrie de défense de Klimovsk, dans la région de Moscou. Confronté à des perspectives de carrière limitées, il s'est tourné vers le journalisme, travaillant d'abord pour la radio locale. En 1992, il devient reporter au Moskovsky Komsomolets.
En 1993, Kholodov s'est rendu en reportage pour Moskovsky Komsomolets dans les régions dangereuses de l'ex Union Soviétique. Il s'est notamment rendu en Abkhazie lors du conflit géorgien-abkhaze. Il y a été témoin du nettoyage ethnique des Géorgiens en Abkhazie, ce qu'il a décrit dans de nombreux reportages précis, dont un intitulé "L'apocalypse de Soukhoumi".
En octobre 1993, Kholodov a interviewé le ministre de la Défense Pavel Grachev. Au cours des douze mois suivants, sur la base de fuites provenant de sources ms et du ministère de la Défense, il a écrit et publié de nombreux articles sur la corruption dans l'armée russe, notamment sur le détournement de fonds destinés à faciliter le retrait et la réinstallation de la moitié d'un millions d'anciens soldats soviétiques et leurs familles basés en Allemagne de l'Est. Au moment de son assassinat, Kholodov devait s'exprimer devant une audience de la Douma à propos de son travail. Aucune des allégations écrites dans ses articles n’a jamais été évoquée devant les tribunaux. Grachev a été remplacé au poste de ministre de la Défense en 1996 après la fin de la première guerre de Tchétchénie.

## Assassinat
Kholodov est décédé le 17 octobre 1994 en ouvrant une mallette piégée dans son bureau. Il avait récupéré le dossier le matin même dans la consigne à bagages d'une gare de Moscou après avoir reçu un appel téléphonique lui notifiant qu'il contenait des documents révélant la corruption dans les forces armées. Les rédacteurs du quotidien de Kholodov, Moskovsky Komsomolets, ont accusé les dirigeants militaires russes (en particulier le ministre de la Défense Grachev) d'avoir ordonné le meurtre. L'armée a nié toute implication. S'exprimant en tant que témoin au tribunal environ six ans plus tard, Pavel Grachev a affirmé que "certains de mes subordonnés avaient mal compris mes paroles".
Le meurtre de Kholodov a provoqué une onde de choc dans la communauté médiatique russe. Après décembre 1994, son assassinat a été éclipsé par le début de la première guerre de Tchétchénie. La mort violente de Kholodov a démontré le risque auquel sont confrontés les journalistes en Russie. Cet assassinat a eu un effet dissuasif sur le journalisme d'investigation dans le pays. 
C'est le premier meurtre commandité d'un journaliste dans la Russie post-soviétique. 

## Procès et acquittement
Le procès de six accusés, dont quatre officiers militaires en service, a débuté en 2000 devant le tribunal militaire du district de Moscou (voir Tribunaux russes ). Ils furent acquittés en 2002, puis de nouveau, après un second procès, en 2004. À chaque fois, le bureau du procureur général a protesté contre le verdict auprès de la Cour suprême russe.
Les parents de Kholodov et leurs avocats ont allégué des irrégularités dans le déroulement du procès et dans le comportement des différents juges présidant les deux procès (dont le deuxième, Eugène Zoubov, serait chargé du procès des assassins présumés d'Anna Politkovskaïa). Une tentative a été faite pour faire examiner une plainte relative à l'absence de procès équitable devant la Cour européenne des droits de l'homme à Strasbourg. Elle a été rejetée au motif que le meurtre avait précédé l'adhésion complète de la Russie à la Convention de sauvegarde des droits de l'homme et des libertés fondamentales en 1998. En 2004, le délai de prescription pour meurtre prévu par le Code pénal russe de 1960 était également techniquement dépassé. Cependant, en Allemagne en 2008, le président russe Dmitri Medvedev a déclaré que les meurtres de certains journalistes étaient d'une telle importance qu'il ne devrait y avoir aucune limite de temps pour poursuivre les responsables. 
Le meurtre de Kholodov reste encore officiellement irrésolu, même si de nouveaux éléments très compromettants contre les accusés ont été révélés en 2014.